# Pavlik Trofimovič Morozov
Pavlik Trofimovič Morozov (in russo Морозов, Павел Трофимович?; Gerasimovka, 14 novembre 1918 – Gerasimovka, 3 settembre 1932) è stato un ragazzo che, secondo la versione ufficiale sovietica, denunciò il proprio padre con l'accusa di aver venduto grano a contadini ricchi e venne per questo ucciso dai familiari.
Secondo alcuni storici questo racconto è stato inventato dalla propaganda sovietica, che voleva indicare come esempio un ragazzo che per il bene dello Stato rinunciava agli affetti familiari e che cadeva vittima dei parenti "traditori della patria". 

## Biografia

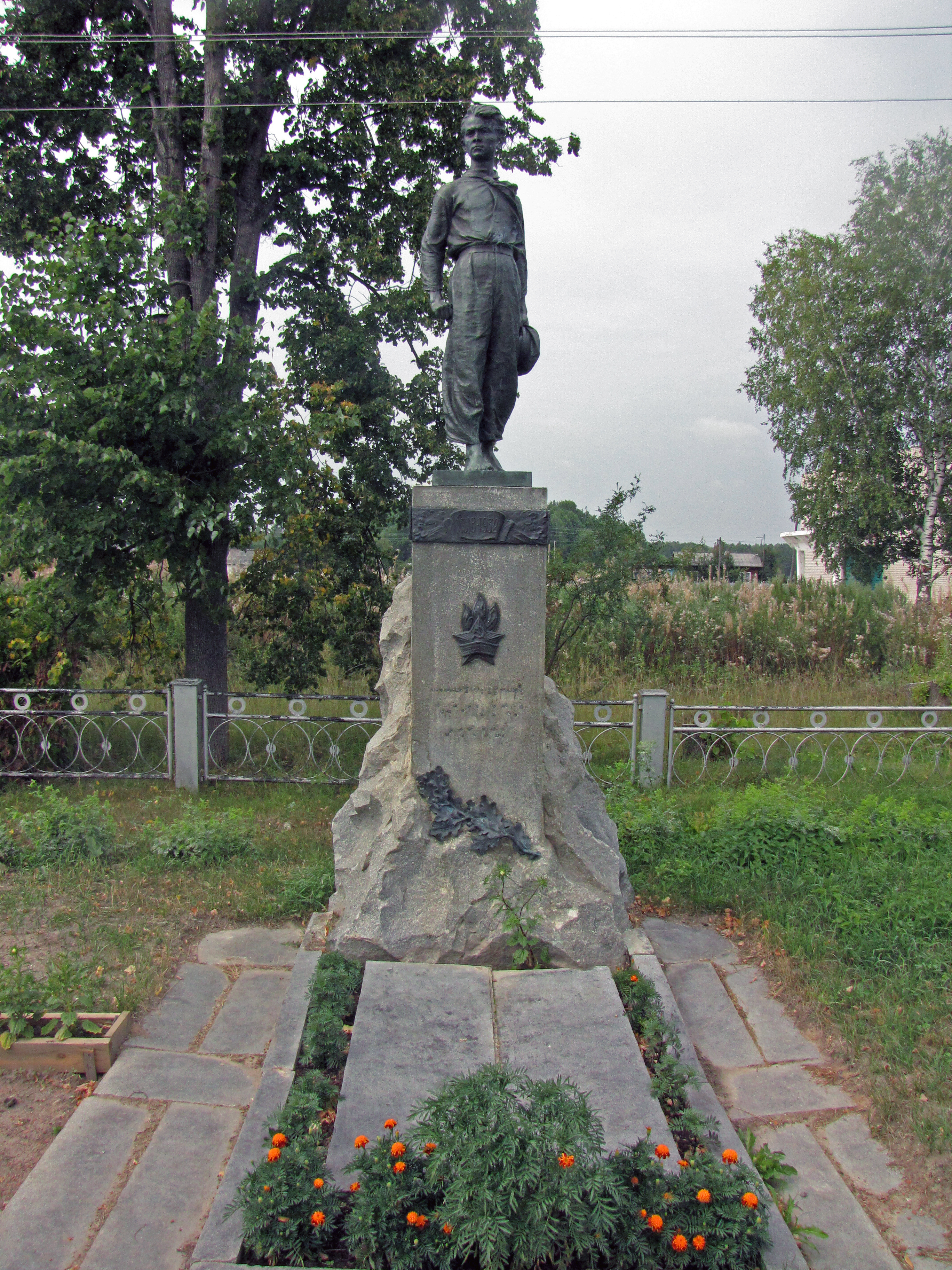
Monumento a Pavlik Morozov nel villaggio di Gerasimovka

Accettando la versione che diede l'Unione Sovietica, Morozov era un ragazzo nato da una famiglia molto povera e fin da giovanissimo sarebbe diventato comunista e si sarebbe iscritto ai giovani pionieri. Durante la collettivizzazione delle terre, sotto Stalin, Morozov avrebbe scoperto che il padre vendeva illecitamente il grano ai contadini ricchi e quindi lo avrebbe denunciato; in seguito il padre venne riconosciuto colpevole e condannato dapprima a 10 anni di reclusione e poi alla pena capitale. Di conseguenza i nonni di suo cugino l'avrebbero assassinato per ritorsione; costoro, in seguito, sarebbero stati per ciò condannati a morte. Dopo la dissoluzione dello stato sovietico, molti storici hanno contestato questa versione affermando che Morozov era solo un ragazzo di 14 anni molto povero e quasi analfabeta e che questa storia venne inventata dallo Stato per dare un esempio di ragazzo-martire che per il bene dell'URSS rinuncia agli affetti familiari. Comunque sia, la propaganda fatta da Stalin per tale presunto avvenimento fu forte. Su Morozov sono state scritte poesie e libri, gli è stata eretta una statua, è stato elogiato in vario modo.

## Influenza culturale
Alla figura di Morozov sono ispirati i personaggi dei figli dei Parsons, che denunciano il proprio padre per psicoreato, nel romanzo 1984 di George Orwell.